# Jeannette Pennings
Jeannette Ingeborg Cornelia Pennings (* 8. Oktober 1977 in Alphen aan den Rijn, Niederlande) ist eine ehemalige niederländische Bobfahrerin, die an den Olympischen Winterspielen 2002 in Salt Lake City und den Olympischen Winterspielen 2006 in Turin teilnahm. Weitere Teilnahmen an internationalen Meisterschaften waren Welt- und Europameisterschaften im Zweierbob. Sie ist die Schwester von Wilbert Pennings, einem Leichtathleten, der an den Olympischen Sommerspielen 2000 im Hochsprung für die Niederlande startete.

## Karriere

### Olympische Spiele
Jeannette Pennings gehörte im Jahr 2002 in Salt Lake City bei den Olympischen Winterspielen 2002 zum niederländischen Aufgebot im Zweierbob. Zusammen mit ihrer Mannschaftskameradin Ilse Broeders absolvierte sie den olympischen Wettkampf am 19. Februar 2002 im Utah Olympic Park Track und belegte den 10. Platz von fünfzehn teilnehmenden Zweierbobs mit einer Gesamtzeit von 1:39,55 min aus zwei Wertungsläufen.
Bei den Olympischen Winterspielen 2006 in Turin gehörte Pennings zusammen mit Ilse Broeders erneut zum niederländischen Aufgebot im Zweierbob. Den olympischen Wettkampf am 20. Februar 2006 auf der olympischen Bobbahn konnten sie nach einem Fahrfehler mit einem Unfall nicht beenden und schieden nach einer Fahrtzeit von 1:00,13 min im ersten Wertungslauf aus.

### Weltmeisterschaften
Pennings nahm an der 53. Bob- und Skeleton-Weltmeisterschaften 2005 in Calgary im Zweierbob zusammen mit Ilse Broeders teil. In ihrem Wettkampf am 25. und 26. Februar 2005 erreichte sie mit einer Gesamtzeit von 3:46,57 min den 14. Platz von 23 gestarteten Zweierbobs.

### Europameisterschaften
Ihren größten internationalen Erfolg feierte sie bei der Bob-Europameisterschaft 2005 in Altenberg. Zusammen mit Broeders fuhr sie im Zweierbob in einer Gesamtzeit von 1:57,60 min aus zwei Wertungsläufen auf den 3. Platz und gewann die Bronzemedaille.